# Жовточеревець червоноокий
Жовточере́вець червоноокий (Chlorocichla falkensteini) — вид горобцеподібних птахів родини бюльбюлевих (Pycnonotidae). Мешкає на заході Центральної Африки.

## Поширення і екологія
Червоноокі жовточеревці поширені від західного Камеруну і ЦАР до центральної Анголи. Вони живуть в сухій савані, тропічних лісах, чагарникових заростях, в садах і на плантаціях.